# Wilhelm Cauer
Wilhelm Cauer (Berlín, Imperio alemán 24 de junio de 1900 – Berlín, Alemania nazi, 22 de abril de 1945) fue un matemático y científico alemán. Es más conocido por su trabajo en el análisis y la síntesis de filtros eléctricos y su trabajo marcó el comienzo del campo de la síntesis de redes. Antes de su trabajo, el diseño de filtros electrónicos utilizaba técnicas que predecían con precisión el comportamiento del filtro solo en condiciones poco realistas. Esto requería una cierta experiencia por parte del diseñador para elegir las secciones adecuadas para incluir en el diseño. Cauer colocó el campo sobre una base matemática sólida, proporcionando herramientas que podían producir soluciones exactas para una especificación dada para el diseño de un filtro electrónico.
Cauer inicialmente se especializó en relatividad general pero pronto se cambió a la ingeniería eléctrica. Su trabajo para una subsidiaria alemana de la Bell Telephone Company lo puso en contacto con los principales ingenieros estadounidenses en el campo de los filtros. Esto resultó útil cuando Cauer no pudo alimentar a sus hijos durante la crisis económica alemana de la década de 1920 y se mudó a los Estados Unidos. Estudió técnicas informáticas tempranas en los EE. UU. antes de regresar a Alemania. Según el hijo de Wilhelm Cauer, Emil, el ascenso del nazismo en Alemania frenó la carrera de Cauer porque tenía un antepasado judío lejano. Cauer fue asesinado durante la caída de Berlín por soldados soviéticos.
Los manuscritos de algunos de los trabajos inéditos más importantes de Cauer fueron destruidos durante la Segunda Guerra Mundial. Sin embargo, su familia logró reconstruir gran parte de esto a partir de sus notas y el volumen II de Theorie der linearen Wechselstromschaltungen se publicó después de su muerte. El legado de Cauer continúa hoy, con la síntesis de redes siendo el método preferido para el diseño de redes.

## Vida y carrera

### Primeros años y familia
Wilhelm Adolf Eduard Cauer nació en Berlín, Alemania, el 24 de junio de 1900. Provenía de una larga línea de académicos. Su primera escuela secundaria (gymnasium) fue el Kaiserin Augusta Gymnasium, una institución fundada por su bisabuelo, Ludwig Cauer. Esta escuela estaba ubicada en la calle Cauerstrasse, nombrada en honor a Ludwig, en el distrito de Charlottenburg de Berlín. El edificio aún existe, pero ahora es una escuela primaria, la Ludwig Cauer Grundschule. Más tarde asistió al Mommsen Gymnasium, Berlín. Su padre, también Wilhelm Cauer, fue consejero privado y profesor de ingeniería ferroviaria en la Universidad Técnica de Berlín. Cauer se interesó por las matemáticas a la edad de trece años y continuó demostrando que tenía inclinación académica a medida que crecía.
Cauer sirvió brevemente en el ejército alemán en las etapas finales de la Primera Guerra Mundial. Se casó con Karoline Cauer (una pariente) en 1925 y eventualmente tuvo seis hijos.

### Carrera
Cauer comenzó en un campo completamente no relacionado con los filtros; desde 1922 trabajó con Max von Laue en la relatividad general, y su primera publicación (1923) fue en este campo. Por razones que no están claras, cambió su campo después de esto a la ingeniería eléctrica. Se graduó en física aplicada en 1924 en la Universidad Técnica de Berlín.
Luego pasó un período trabajando para Mix & Genest, una filial de la Bell Telephone Company, aplicando la teoría de la probabilidad al conmutación telefónica. También trabajó en relés temporizadores. Tuvo dos publicaciones relacionadas con las telecomunicaciones durante este período sobre "Sistemas de conmutación telefónica" y "Pérdidas de inductores reales".
La relación de Mix & Genest con Bell le dio a Cauer un camino fácil para colaborar con los ingenieros de AT&T en Bell Labs en los Estados Unidos, lo cual debió haber sido de gran ayuda cuando Cauer se embarcó en un estudio del diseño de filtros. Bell estaba a la vanguardia del diseño de filtros en ese momento, con figuras como George Campbell en Boston y Otto Zobel en Nueva York haciendo importantes contribuciones. Sin embargo, fue con Ronald M. Foster con quien Cauer tuvo mucha correspondencia y cuyo trabajo reconoció como de gran importancia. Su artículo, A reactance theorem, es un hito en la teoría de filtros e inspiró a Cauer a generalizar este enfoque en lo que ahora se conoce como el campo de la síntesis de redes.
En junio de 1926, Cauer presentó su tesis, La realización de impedancias de dependencia de frecuencia especificada, en el Instituto de Matemáticas Aplicadas y Mecánica de la Universidad Técnica de Berlín. Este trabajo marca el comienzo de la síntesis de redes modernas.
En 1927, Cauer comenzó a trabajar como asistente de investigación en el Instituto de Matemáticas de Richard Courant en la Universidad de Gotinga. En 1928 obtuvo su habilitación y se convirtió en profesor universitario externo.
Cauer descubrió que no podía mantener a su familia durante la crisis económica de la década de 1920 y en 1930 llevó a su familia a los EE. UU., donde obtuvo una beca (una beca Rockefeller) para estudiar en MIT y Harvard University. Trabajó con Vannevar Bush, quien estaba construyendo máquinas para la solución de problemas matemáticos. Esencialmente, estas eran lo que hoy llamaríamos computadoras analógicas: Cauer estaba interesado en utilizarlas para resolver sistemas lineales y así ayudar en el diseño de filtros. Su trabajo sobre Circuitos de filtro se completó en 1931, mientras aún estaba en los Estados Unidos.
Cauer conoció y tuvo fuertes contactos con muchos de los investigadores clave en el campo del diseño de filtros en Bell Labs. Estos incluyeron a Hendrik Bode, George Campbell, Sidney Darlington, Foster y Otto Zobel.
Por un corto período, Cauer trabajó para la Wired Radio Company en Newark, Nueva Jersey, pero luego regresó a Gotinga con la intención de construir una computadora analógica rápida allí. Sin embargo, no pudo obtener financiamiento debido a la depresión.
Cauer parece haberse llevado muy mal con sus colegas alemanes. Según Rainer Pauli, su correspondencia con ellos era generalmente breve y de carácter empresarial, rara vez, si es que alguna vez, discutiendo cuestiones en profundidad. En contraste, su correspondencia con sus conocidos americanos y europeos era cálida, técnicamente profunda y a menudo incluía noticias y saludos personales de la familia. Esta correspondencia iba más allá de sus contactos americanos e incluía a A.C. Bartlett de la General Electric Company en Wembley, Roger Julia de Lignes Télégraphiques et Téléphoniques en París, los matemáticos Gustav Herglotz, Georg Pick y el teórico de grafos húngaro Dénes Kőnig.
Después de dejar el Instituto Técnico para Mix & Genest, Cauer buscó volverse activo en el Verband Deutscher Elektrotechniker (VDE, la Sociedad Alemana de Ingenieros Eléctricos). Sin embargo, dejó el VDE en 1942 después de una seria disputa con Wagner, previamente su supervisor de doctorado y aliado.

### Era nazi
En noviembre de 1933, Cauer firmó el Voto de lealtad de los profesores de las universidades y escuelas superiores alemanas a Adolf Hitler y al Estado Nacionalsocialista.
La fuerza ascendente del nazismo se convirtió en un obstáculo mayor para el trabajo de Cauer a partir de 1933. La histeria antijudía de la época obligó a muchos académicos a dejar sus puestos, incluido el director del Instituto de Matemáticas, Richard Courant. Aunque Cauer no era judío, se supo que tenía un antepasado judío, Daniel Itzig, quien había sido banquero de Federico II de Prusia. Aunque esta revelación no fue suficiente para que Cauer fuera removido bajo las leyes raciales, sí frenó su carrera futura. Así, obtuvo el título de profesor, pero nunca se le otorgó una cátedra.
Para 1935, Cauer tenía tres hijos a los que encontraba cada vez más difícil mantener, lo que lo impulsó a regresar a la industria. En 1936 trabajó temporalmente para el fabricante de aviones Fieseler en sus instalaciones de Fi 156 Storch en Kassel y luego se convirtió en director del laboratorio de Mix & Genest en Berlín. No obstante, continuó dando conferencias en la Universidad Técnica de Berlín desde 1939.
En 1941, se publicó el primer volumen de su obra principal, Teoría de circuitos lineales de CA. El manuscrito original del segundo volumen fue destruido como resultado de la guerra. Aunque Cauer pudo reproducir este trabajo, no pudo publicarlo y también se perdió durante la guerra. Sin embargo, algún tiempo después de su muerte, su familia arregló la publicación de algunos de sus artículos como el segundo volumen, basado en descripciones supervivientes del contenido previsto del volumen II.
Después de llevar a sus hijos a quedarse con parientes en Witzenhausen (en Hesse) para protegerlos de la esperada caída de Berlín ante los rusos, Cauer, contra el consejo, regresó a Berlín. Su cuerpo fue localizado después del final de la guerra en una fosa común de víctimas de ejecuciones rusas. Cauer había sido fusilado en Berlin-Marienfelde por soldados soviéticos como rehén. La inteligencia soviética estaba buscando activamente científicos que pudieran usar en sus propias investigaciones y Cauer estaba en su lista de personas para encontrar, pero parece que esto era desconocido para sus ejecutores.

## Síntesis de redes
La mayor parte del legado de Cauer es su contribución a la síntesis de redes de redes pasivas. Es considerado el fundador del campo y la publicación de su obra principal en inglés fue recibida con entusiasmo, aunque esto no sucedió hasta diecisiete años después (en 1958). Antes de la síntesis de redes, las redes, especialmente los filtros, se diseñaban utilizando el método de impedancia de imagen. La precisión de las predicciones de respuesta de tales diseños dependía de la coincidencia precisa de impedancia entre secciones. Esto podía lograrse con secciones totalmente internas al filtro, pero no era posible coincidir perfectamente con las terminaciones finales. Por esta razón, los diseñadores de filtros de imagen incorporaban secciones finales en sus diseños de una forma diferente optimizada para una mejor coincidencia en lugar de la respuesta de filtrado. La elección de la forma de tales secciones era más una cuestión de experiencia del diseñador que de cálculo de diseño. La síntesis de redes eliminó por completo la necesidad de esto. Predijo directamente la respuesta del filtro e incluyó las terminaciones en la síntesis.
Cauer trató la síntesis de redes como el problema inverso del análisis de redes. Mientras que el análisis de redes pregunta cuál es la respuesta de una red dada, la síntesis de redes, por otro lado, pregunta cuáles son las redes que pueden producir una respuesta deseada dada. Cauer resolvió este problema comparando cantidades y funciones eléctricas con sus equivalentes mecánicos. Luego, al darse cuenta de que eran completamente análogos, aplicó la conocida mecánica lagrangiana al problema.
Según Cauer, hay tres tareas principales que la síntesis de redes debe abordar. La primera es la capacidad de determinar si una función de transferencia dada es realizable como una red de impedancia. La segunda es encontrar las formas canónicas (mínimas) de estas funciones y las relaciones (transformaciones) entre diferentes formas que representan la misma función de transferencia. Finalmente, no es posible, en general, encontrar una solución exacta de elemento finito a una función de transferencia ideal, como la atenuación cero en todas las frecuencias por debajo de una frecuencia de corte dada y atenuación infinita por encima. La tercera tarea es, por lo tanto, encontrar técnicas de aproximación para lograr las respuestas deseadas.Inicialmente, el trabajo giraba en torno a impedancias de un puerto. La función de transferencia entre un voltaje y una corriente se reducía a la expresión de la propia impedancia. Se puede producir una red útil abriendo una rama de la red y llamando a eso la salida.

### Realizabilidad
- Siguiendo a Foster, Cauer generalizó la relación entre la expresión de la impedancia de una red de un puerto y su función de transferencia.[10][21]
- Descubrió la condición necesaria y suficiente para la realizabilidad de una impedancia de un puerto. Es decir, aquellas expresiones de impedancia que realmente podrían construirse como un circuito real.[21] En trabajos posteriores, hizo generalizaciones a redes de múltiples puertos.[e]

### Transformación
- Cauer descubrió que todas las soluciones para la realización de una expresión de impedancia dada podrían obtenerse a partir de una solución dada mediante un grupo de transformaciones afines.[22]
- Generalizó la realización en escalera de Foster a filtros que incluían resistores (los de Foster eran solo de reactancia) y descubrió un isomorfismo entre todas las redes de dos elementos.[21][23]
- Identificó las formas canónicas de realización de filtros. Es decir, las formas mínimas, que incluyen las redes en escalera obtenidas por la expansión en fracción continua de Stieltjes.[23][21][23][10]

### Aproximación
- Utilizó la aproximación de Chebyshev para diseñar filtros. La aplicación de Cauer de los polinomios de Tchebyscheff resultó en los filtros ahora conocidos como filtro elíptico o, a veces, filtros de Cauer, que tienen transiciones optimales de banda de paso a banda de detención para una variación máxima de atenuación dada. Los conocidos filtros de Chebyshev pueden verse como un caso especial de filtros elípticos y pueden lograrse utilizando las mismas técnicas de aproximación. También se puede llegar al filtro Butterworth (máximamente plano), aunque este fue un descubrimiento independiente de Stephen Butterworth al que llegó mediante un método diferente.[23][24][10]

El trabajo de Cauer fue inicialmente ignorado porque sus formas canónicas utilizaban transformadores ideales. Esto hacía que sus circuitos fueran de menos utilidad práctica para los ingenieros. Sin embargo, pronto se dio cuenta de que la aproximación de Tchebyscheff de Cauer podría aplicarse igualmente a la topología de red escalera más útil y se podría prescindir de los transformadores ideales. A partir de entonces, la síntesis de redes comenzó a suplantar al diseño de imagen como el método preferido.

### Trabajo adicional
La mayor parte del trabajo mencionado se encuentra en la primera y segunda monografías de Cauer y es en gran parte un tratamiento de los puertos únicos. En su tesis de habilitación, Cauer comienza a extender este trabajo mostrando que no se puede encontrar una forma canónica global en el caso general de redes multipuerto de tres elementos (es decir, redes que contienen los tres elementos R, L y C) para la generación de soluciones de realización, como se puede en el caso de dos elementos.
Cauer amplió el trabajo de Bartlett y Brune sobre 2-puertos geométricamente simétricos a todos los 2-puertos simétricos, es decir, 2-puertos que son eléctricamente simétricos pero no necesariamente topológicamente simétricos, encontrando una serie de circuitos canónicos. También estudió los 2-puertos antimétricos. Además, extendió el teorema de reactancia de Foster a n-puertos LC de 2 elementos (1931) y mostró que todas las redes LC equivalentes podrían derivarse entre sí mediante transformaciones lineales.

## Publicaciones
- Cauer, W (1926). «Die Verwirklichung der Wechselstromwiderstände vorgeschriebener Frequenzabhängigkeit» [The realisation of impedances of prescribed frequency dependence (in German)]. Archiv für Elektrotechnik 17: 355-388.

- Cauer, W (1927). «Über die Variablen eines passiven Vierpols» [On the variables of some passive quadripoles (in German)]. Sitzungsberichte d. Preuß. Akademie d.Wissenschaften, phys-math Klasse: 268-274.

- Cauer, W (1929). «Über eine Klasse von Funktionen, die die Stieljesschen Kettenbrüche als Sonderfall enthält» [On a class of functions represented by truncated Stieltjes continued fractions (in German)]. Jahresberichte der Dt. Mathematikervereinigung (DMV) 38: 63-72.

- Cauer, W (1929). «Vierpole» [Quadripoles (in German)]. Elektrische Nachrichtentechnik (ENT) 6: 272-282.

- Cauer, W (1930). «Die Siebschaltungen der Fernmeldetechnik» [Telephony filter circuits (in German)]. Journal of Applied Mathematics and Mechanics 10: 425-433.

- Cauer, W (1931). «Ein Reaktanztheorem» [A reactance theorem (in German)]. Sitzungsberichte d. Preuß. Akademie Wissenschaften, phys-math. Klasse: 673-681.

- Cauer, W (1931). Siebschaltungen [Filter circuits (in German)]. Berlin: VDI-Verlag.

- Cauer, W (1931). «Untersuchungen über ein Problem, das drei positiv definite quadratische Formen mit Streckenkomplexen in Beziehung setzt» [On a problem where three positive definite quadratic forms are related to one-dimensional complexes (in German)]. Mathematische Annalen 105: 86-132.

- Cauer, W (1932). «Ideale Transformatoren und lineare Transformationen» [Ideal transformers and linear transformations (in German)]. Elektrische Nachrichtentechnik (ENT) 9: 157-174.

- Cauer, W (1932). «The Poisson integral for functions with positive real part». Bull. Amer. Math. Soc. 38: 713-717.

- Cauer, W (1932). «Über Funktionen mit positivem Realteil» [On positive-real functions (in German)]. Mathematische Annalen 106: 369-394.

- Cauer, W (1933). «Ein Interpolationsproblem mit Funktionen mit positivem Realteil» [An interpolation problem of positive-real functions (in German)]. Mathematische Zeitschrift 38: 1-44.

- Cauer, W (1934). «Äquivalenz von 2n-Polen ohne Ohmsche Widerstände» [Equivalence of 2-poles without resistors (in German)]. Nachrichten d. Gesellschaft d. Wissenschaften Göttingen, math-phys. Kl. 1, N.F.: 1-33.

- Cauer, W (1940). «Vierpole mit vorgeschriebenem Dämpfungsverhalten» [Quadripoles with prescribed insertion loss (in German)]. Telegraphen-, Fernsprech-, Funk- und Fernsehtechnik 29: 185-192, 228-235.

- Cauer, W (1941). Theorie der linearen Wechselstromschaltungen, Vol.I [Theory of Linear AC Circuits, Vol I (in German)]. Leipzig: Akad. Verlags-Gesellschaft Becker und Erler.

- Cauer, W (1958). Synthesis of Linear Communication Networks [(published posthumously)]. New York: McGraw-Hill.

- Cauer, W (1960). Theorie der linearen Wechselstromschaltungen, Vol. II [Theory of Linear AC Circuits, Vol II (published posthumously in German)]. Berlin: Akademie-Verlag.

- Brune, O (1931). «Synthesis of a finite two-terminal network whose driving-point impedance is a prescribed function of frequency». J. Math. and Phys. 10: 191-236.